# 钨酸铀酰
钨酸铀酰是一种无机化合物，化学式为UO2WO4。它可由钨酸钠和过量的氯化铀酰反应得到，或通过它们的氧化物混合煅烧制得。无水钨酸铀酰是单斜晶系晶体，空间群为P21/c，a=7.205，b=5.481，c=13.58 Å，β=104.80°，Z=4。